# فرانچسکو ماریانینی
فرانچسکو ماریانینی (انگلیسی: Francesco Marianini؛ زادهٔ ۶ مهٔ ۱۹۷۹) بازیکن فوتبال اهل ایتالیا است.
از باشگاه‌هایی که در آن بازی کرده‌است می‌توان به باشگاه فوتبال امپولی، باشگاه فوتبال تریستیانا، باشگاه فوتبال نووارا، و باشگاه فوتبال لچه اشاره کرد.